# Pseudochaenichthys georgianus
Pseudochaenichthys georgianus is een straalvinnige vis uit de familie van Channichthyidae en behoort derhalve tot de orde van baarsachtigen (Perciformes). De vis kan maximaal 60 cm lang en 2080 gram zwaar worden. Het geslacht van deze vis, Pseudochaenichthys, is monotypisch.

## Leefomgeving
Pseudochaenichthys georgianus is een zoutwatervis. De vis prefereert een polair klimaat.  De diepteverspreiding is 0 tot 475 m onder het wateroppervlak.

## Relatie tot de mens
Pseudochaenichthys georgianus is voor de visserij van beperkt commercieel belang. In de hengelsport wordt er weinig op de vis gejaagd.